# Aphelandra blanchetiana
Aphelandra blanchetiana är en akantusväxtart som först beskrevs av Christian Gottfried Daniel Nees von Esenbeck, och fick sitt nu gällande namn av Joseph Dalton Hooker. Aphelandra blanchetiana ingår i släktet Aphelandra och familjen akantusväxter. Inga underarter finns listade i Catalogue of Life.